# Ana Peleteiro-Compaoré
Ana Peleteiro-Compaoré Brión, z d. Peleteiro Brión (ur. 2 grudnia 1995 w Ribeira) – hiszpańska lekkoatletka specjalizująca się w trójskoku.
W 2011 zdobyła brązowy medal mistrzostw świata juniorów młodszych oraz wywalczyła złoto podczas olimpijskiego festiwalu młodzieży Europy. Mistrzyni świata juniorek z Barcelony (2012). W 2013 sięgnęła po brąz mistrzostw Europy juniorów. Jedenasta zawodniczka halowych mistrzostw świata w Portland (2016) oraz piąta halowego czempionatu Starego Kontynentu w Belgradzie (2017). W tym samym roku zdobyła srebro mistrzostw Europy do lat 23. Rok później zdobyła brązowe medale na halowych mistrzostwach świata w 2018 w Birmingham i czempionacie Europy w Berlinie. Zwyciężyła na halowych mistrzostwach Europy w 2019 w Glasgow. W 2021 zdobyła brązowy medal igrzysk olimpijskich w Tokio. W 2024 zdobyła brązowy medal halowych mistrzostw świata, złoty medal mistrzostw Europy oraz była finalistką konkursu trójskoku podczas igrzysk olimpijskich w Paryżu, w którym zajęła 6. miejsce. Złota medalistka halowego czempionatu Europy (2025). W tym samym roku zdobyła brązowy medal halowych mistrzostw świata.
Złota medalistka mistrzostw Hiszpanii.
Rekordy życiowe: stadion – 14,87 (1 sierpnia 2021, Tokio); hala – 14,75 (3 marca 2024, Glasgow). Oba rezultaty Peleteiro-Compaoré są aktualnymi rekordami Hiszpanii.

## Osiągnięcia
| Rok  | Impreza                                    | Miejsce         | Pozycja     | Wynik  |
| ---- | ------------------------------------------ | --------------- | ----------- | ------ |
| 2011 | Mistrzostwa świata juniorów młodszych      | Lille Metropole | 3. miejsce  | 12,92  |
| 2011 | Letni olimpijski festiwal młodzieży Europy | Trabzon         | 1. miejsce  | 13,17  |
| 2012 | Mistrzostwa świata juniorów                | Barcelona       | 1. miejsce  | 14,17  |
| 2013 | Mistrzostwa Europy juniorów                | Rieti           | 3. miejsce  | 13,29  |
| 2014 | Mistrzostwa świata juniorów                | Eugene          | 6. miejsce  | 13,71w |
| 2015 | Superliga drużynowych mistrzostw Europy    | Czeboksary      | 5. miejsce  | 14,03  |
| 2016 | Halowe mistrzostwa świata                  | Portland        | 11. miejsce | 13,59  |
| 2017 | Halowe mistrzostwa Europy                  | Belgrad         | 5. miejsce  | 14,13  |
| 2017 | Superliga drużynowych mistrzostw Europy    | Lille           | 8. miejsce  | 13,54  |
| 2017 | Młodzieżowe mistrzostwa Europy             | Bydgoszcz       | 2. miejsce  | 14,19  |
| 2017 | Mistrzostwa świata                         | Londyn          | 7. miejsce  | 14,23  |
| 2018 | Halowe mistrzostwa świata                  | Birmingham      | 3. miejsce  | 14,40  |
| 2018 | Mistrzostwa Europy                         | Berlin          | 3. miejsce  | 14,44  |
| 2019 | Halowe mistrzostwa Europy                  | Glasgow         | 1. miejsce  | 14,73  |
| 2019 | Superliga drużynowych mistrzostw Europy    | Bydgoszcz       | 2. miejsce  | 14,27  |
| 2019 | Mistrzostwa świata                         | Doha            | 6. miejsce  | 14,47  |
| 2021 | Halowe mistrzostwa Europy                  | Toruń           | 2. miejsce  | 14,52  |
| 2021 | Igrzyska olimpijskie                       | Tokio           | 3. miejsce  | 14,87  |
| 2022 | Halowe mistrzostwa świata                  | Belgrad         | 8. miejsce  | 14,30  |
| 2023 | I dywizja drużynowych mistrzostw Europy    | Chorzów         | 7. miejsce  | 13,67  |
| 2024 | Halowe mistrzostwa świata                  | Glasgow         | 3. miejsce  | 14,75  |
| 2024 | Mistrzostwa Europy                         | Rzym            | 1. miejsce  | 14,85  |
| 2024 | Igrzyska olimpijskie                       | Paryż           | 6. miejsce  | 14,59  |
| 2025 | Halowe mistrzostwa Europy                  | Apeldoorn       | 1. miejsce  | 14,37  |
| 2025 | Halowe mistrzostwa świata                  | Nankin          | 3. miejsce  | 14,29  |